# 논산시의 국회의원

## 행정구역 변천
- 1945년 8월 15일 충청남도 논산군
- 1963년 1월 1일 전북 익산군 황화면을 논산군 구자곡면에 편입하여 논산군 연무읍 설치
- 1996년 3월 1일 논산시 승격, 논산읍 폐지
- 2003년 9월 19일 두마면에 계룡시 설치

## 논산시의 역대 국회의원 일람
| 대수         | 이름           | 소속정당           | 임기                             | 선거구역                                                                          | 개표결과 |
| ------------ | -------------- | ------------------ | -------------------------------- | --------------------------------------------------------------------------------- | -------- |
| 제1대        | 유진홍(兪鎭洪) | 대한독립촉성국민회 | 1948년 5월 31일~1950년 5월 30일  | 논산군 갑(제6선거구): 논산읍 강경읍 성동면 광석면 노성면 상월면 부적면            | 보기     |
| 제1대        | 최운교(崔雲敎) | 무소속             | 1948년 5월 31일~1950년 5월 30일  | 논산군 을(제7선거구): 연산면 두마면 대곡면 양촌면 가야곡면 구자곡면 은진면 채운면 | 보기     |
| 제2대        | 김헌식(金憲植) | 무소속             | 1950년 5월 31일~1954년 5월 30일  | 논산군 갑(제6선거구): 논산읍 강경읍 성동면 광석면 노성면 상월면 부적면            |          |
| 제2대        | 윤담(尹潭)     | 대한독립촉성국민회 | 1950년 5월 31일~1954년 5월 30일  | 논산군 을(제7선거구): 연천면 두마면 벌곡면 양촌면 가야곡면 구자곡면 은진면 채운면 |          |
| 제3대        | 신태권(申泰權) | 자유당             | 1954년 5월 31일~1958년 5월 30일  | 논산군 갑(제6선거구): 논산읍 강경읍 성동면 광석면 노성면 상월면 부적면            |          |
| 제3대        | 육완국(陸完國) | 무소속             | 1954년 5월 31일~1958년 5월 30일  | 논산군 을(제7선거구): 연천면 두마면 벌곡면 양촌면 가야곡면 구자곡면 은진면 채운면 |          |
| 제4대        | 김공평(金公平) | 자유당             | 1958년 5월 31일~1960년 7월 28일  | 논산군 갑(제7선거구): 논산읍 강경읍 성동면 광석면 노성면 상월면 부적면            |          |
| 제4대        | 윤담(尹潭)     | 민주당             | 1958년 5월 31일~1960년 7월 28일  | 논산군 을(제8선거구): 연천면 두마면 벌곡면 양촌면 가야곡면 구자곡면 은진면 채운면 |          |
| 제5대 민의원 | 김천수(金千洙) | 민주당             | 1960년 7월 29일~1961년 5월 16일  | 논산군 갑(제7선거구): 논산읍 강경읍 성동면 광석면 노성면 상월면 부적면            |          |
| 제5대 민의원 | 윤담(尹潭)     | 민주당             | 1960년 7월 29일~1961년 5월 16일  | 논산군 을(제8선거구): 연산면 두마면 벌곡면 양촌면 가야곡면 구자곡면 은진면 채운면 |          |
| 제6대        | 양순직(楊淳稙) | 민주공화당         | 1963년 12월 17일~1967년 6월 30일 | 논산군 일원(제4선거구)                                                            |          |
| 제7대        | 양순직(楊淳稙) | 민주공화당         | 1967년 7월 1일~1971년 6월 30일   | 논산군 일원(제4선거구)                                                            |          |
| 제8대        | 김한수(金漢洙) | 신민당             | 1971년 7월 1일~1972년 10월 17일  | 논산군 일원(제5선거구)                                                            |          |
| 제9대        | 박찬(朴璨)     | 신민당             | 1973년 3월 12일~1979년 3월 11일  | 공주군·논산군 일원(제4선거구)                                                     |          |
| 제9대        | 이병주(李炳主) | 민주공화당         | 1973년 3월 12일~1979년 3월 11일  | 공주군·논산군 일원(제4선거구)                                                     |          |
| 제10대       | 정석모(鄭石謨) | 민주공화당         | 1979년 3월 12일~1980년 10월 27일 | 공주군·논산군 일원(제4선거구)                                                     |          |
| 제10대       | 박찬(朴璨)     | 무소속             | 1979년 3월 12일~1980년 10월 27일 | 공주군·논산군 일원(제4선거구)                                                     |          |
| 제11대       | 정석모(鄭石謨) | 민주정의당         | 1981년 4월 11일~1985년 4월 10일  | 공주군·논산군 일원(제5선거구)                                                     |          |
| 제11대       | 임덕규(林德圭) | 한국국민당         | 1981년 4월 11일~1985년 4월 10일  | 공주군·논산군 일원(제5선거구)                                                     |          |
| 제12대       | 정석모(鄭石謨) | 민주정의당         | 1985년 4월 11일~1988년 5월 29일  | 논산군·공주군 일원                                                                |          |
| 제12대       | 김한수(金漢洙) | 신한민주당         | 1985년 4월 11일~1988년 5월 29일  | 논산군·공주군 일원                                                                |          |
| 제13대       | 김제태(金濟泰) | 신민주공화당       | 1988년 5월 30일~1992년 5월 29일  | 논산군 일원                                                                       |          |
| 제14대       | 김범명(金範明) | 통일국민당         | 1992년 5월 30일~1996년 5월 29일  | 논산군 일원                                                                       |          |
| 제15대       | 김범명(金範明) | 자유민주연합       | 1996년 5월 30일~2000년 5월 29일  | 논산시·금산군 일원                                                                |          |
| 제16대       | 이인제(李仁濟) | 새천년민주당       | 2000년 5월 30일~2004년 5월 29일  | 논산시·금산군 일원                                                                |          |
| 제17대       | 이인제(李仁濟) | 자유민주연합       | 2004년 5월 30일~2008년 5월 29일  | 논산시·계룡시·금산군 일원                                                         |          |
| 제18대       | 이인제(李仁濟) | 무소속             | 2008년 5월 30일~2012년 5월 29일  | 논산시·계룡시·금산군 일원                                                         |          |
| 제19대       | 이인제(李仁濟) | 자유선진당         | 2012년 5월 30일~2016년 5월 29일  | 논산시·계룡시·금산군 일원                                                         |          |
| 제20대       | 김종민(金鍾民) | 더불어민주당       | 2016년 5월 30일~2020년 5월 29일  | 논산시·계룡시·금산군 일원                                                         |          |
| 제21대       | 김종민(金鍾民) | 더불어민주당       | 2020년 5월 30일~2024년 5월 29일  | 논산시·계룡시·금산군 일원                                                         |          |
| 제22대       | 황명선(黃明善) | 더불어민주당       | 2024년 5월 30일~                 | 논산시·계룡시·금산군 일원                                                         |          |

## 같이 보기
- 논산군 (1988년 선거구)
- 논산시·금산군
- 논산시·계룡시·금산군
- 논산군의 국회의원
- 계룡시의 국회의원
- 금산군의 국회의원